# Babie
Babie es un municipio del distrito de Vranov nad Topľou en la región de Prešov, Eslovaquia, con una población estimada a final del año 2024 de 238 habitantes.
Se encuentra ubicado en el centro-sur de la región, cerca del río Topľa (cuenca hidrográfica del río Tisza) y de la frontera con la región de Košice.

## Demografía
| Año        | 1994 | 2004     | 2014    | 2024    |
| ---------- | ---- | -------- | ------- | ------- |
| Población  | 234  | 261      | 241     | 238     |
| Diferencia |      | +11,53 % | −7,66 % | −1,24 % |

| Año        | 2023 | 2024    |
| ---------- | ---- | ------- |
| Población  | 239  | 238     |
| Diferencia |      | −0,41 % |